# Surveillance des salariés au travail
La surveillance des salariés au travail désigne l'action des employeurs visant à contrôler l'activité des travailleurs. Elle peut être utilisé pour de multiples raisons, par exemple dans le cadre d'un suivi des mesures de performances (en), pour éviter toute responsabilité légale, pour protéger les secrets commerciaux ou pour répondre à des problèmes de sécurité. Cette pratique peut avoir un impact sur la santé psychologique des employés en raison de son impact sur leur vie privée.

## Méthodes de surveillance
Les entreprises peuvent surveiller leurs employés quasi continuellement via l'usage d'appareils électroniques basiques: les méthodes courantes incluent la surveillance logicielle, les écoutes téléphoniques, la vidéosurveillance, la surveillance des e-mails et la surveillance de la géolocalisation. 

### Surveillance logicielle
Les entreprises peuvent installer un logiciel de surveillance sur les ordinateurs de leurs employés pour suivre l'intégralité de leurs actions. Les données de suivi peuvent donc inclure la vitesse de frappe, les erreurs, les applications utilisées ou les touches spécifiques enfoncées.  
L'ordinateur peut contenir un enregistreur de frappe qui va conserver ce que saisie un utilisateur sur son clavier. Ce logiciel peut également récupérer des captures d'écran lorsqu'il est déclenché par des mots-clés prédéfinis. Ce type de logiciel est néanmoins connu pour être utilisé à des fins malveillantes. En effet, ils peuvent collecter et stocker des mots de passe, des informations de compte bancaire, des messages privés, des numéros de carte de crédit, des numéros PIN et des noms d'utilisateur. 
L'utilisation de keyloggers est interdite par la Cnil. Elle interdit parallèlement l'utilisation de partage d'écran continu, ainsi que les logiciels permettant de faire une capture d'écran à un certain intervalle de temps régulier, du salarié. 

#### En France
En 2023, la Commission nationale informatique et liberté inflige à Amazon France Logistique une amende de 32 millions d'euros en raison d'une surveillance excessive de ses salariés.

### Surveillance téléphoniques
L'employeur peut effectuer des relevés du nombre d'appels, de la durée de chaque appel, du coût et le temps d'inactivité entre les appels. Le contrôle de l'employeur sur l'usage des lignes téléphoniques professionnelles s'exerce dans le cadre du respect de la vie privée du salarié.

#### En France
Un tel dispositif d’écoute ou d’enregistrement permanent ou systématique ne peut être mis en place, hors exception, comme les services d'urgence . 

### Vidéosurveillance

#### En France
L'employeur a le droit de surveiller ses employés de façon justifiée et proportionnée : il doit en informer le Comité social et économique (CSE) de l'entreprise ainsi que les employés individuellement.
Les cameras doivent être placées au niveau des entrées et sorties des bâtiments et ne peuvent pas filmer les employés sur leur lieu de travail ou zone de pause  et uniquement dans le but d'assurer la sécurité des biens et des personnes.
En 2021, 83% des plaintes de salariés relatives à la surveillance concernent les dispositifs de vidéosurveillance au travail.

### Surveillance des e-mails
La surveillance des e-mails donne aux employeurs la possibilité de consulter les e-mails envoyés ou reçus par leurs employés (au même titre que les SMS) dès lors qu'il s'agit d'une boite mail professionnelle. 

### Surveillance de la géolocalisation
Une entreprise peut géolocaliser un véhicule ou un smartphone.  Des exemples courants d’entreprises qui utilisent la surveillance de la géolocalisation sont les secteurs de la livraison et du transport. Parfois, la surveillance des employés n'est pas l'argument  principal de la géolocalisation; notamment lors du suivi de colis. 
Selon la CNIL, en 2023, la géolocalisation des salariés en continu, sans justification particulière est une atteinte excessive à leur liberté et à leur vie privée. 